# Pauls Pujāts
Pauls Pujāts (ur. 6 sierpnia 1991 roku w Rydze) – łotewski lekkoatleta specjalizujący się w skoku o tyczce, uczestnik Letnich Igrzysk Olimpijskich w Rio de Janeiro.
Jego rekord życiowy wynosi 5,70 m osiągnięty w 2016 roku w Jõgeva.

## Kariera

### Osiągnięcia w skoku o tyczce
| Rok  | Zawody                      | Miejsce              | Pozycja | Wysokość |
| ---- | --------------------------- | -------------------- | ------- | -------- |
| 2010 | Mistrzostwa Świata Juniorów | Moncton , Kanada     | 6-ty    | 5,10 m   |
| 2011 | Mistrzostwa Europy U23      | Ostrawa , Czechy     | 9-ty    | 5,30m    |
| 2011 | Uniwersjada                 | Shenzhen , Chiny     | -       |          |
| 2012 | Mistrzostwa Europy          | Helsinki , Finlandia | -       |          |
| 2013 | Mistrzostwa Europy U23      | Tampere , Finlandia  | 17-ty   | 5,20 m   |
| 2014 | Mistrzostwa Europy          | Zurych , Szwajcaria  | -       |          |

### Igrzyska olimpijskie
By zakwalifikować się na igrzyska w Londynie, zabrakło mu 10 cm. Zakwafilikował się na igrzyska w Rio de Janeiro, gdzie zajął 12 miejsce z wysokością 5,60 m.

## Źródła
- https://www.olympic.org/pauls-pujats
- https://olimpiade.lv/olympian/636
- https://web.archive.org/web/20160304140401/http://www.all-athletics.com/node/175939